# Горелыши
Горелыши — упраздненная деревня в Городокском районе Витебской области Беларуси. В составе Бычихинского сельсовета.
Находилась в 5 верстах к востоку от современной деревни Меховое. Существовало две деревни Большие Горелыши и Малые Горелыши, находившиеся рядом, но всё таки отдельно друг от друга.

## История
Деревня отмечена на карте середины XIX века, в Списке населённых мест Витебской губернии 1906 года (стр.94 №3 и №4), на картах РККА 1930-х годов. На топографической карте начала 1980-х годов уже обозначена, как урочище Горелоши, а не деревня.